# Manoheptuloză
Manoheptuloza este o monozaharidă de tip cetoză (mai exact o cetoheptoză) și are formula moleculară C7H14O7. Este una dintre puținele heptoze regăsite în natură, de exemplu în alfalfa, avocado. smochine și Primula vulgaris. Este un compus cu 7 atomi de carbon, șase grupe hidroxilice și o grupă funcțională cetonă. Alditolul său se numește perseitol.